# براند بلانشارد
بيرسي براند بلانشارد (بالإنجليزية: Brand Blanshard)‏ (27 أغسطس 1892 – 19 نوفمبر 1987) فيلسوف أمريكي عُرف بصورة رئيسية بدفاعه عن العقل والعقلانية. كان بلانشارد مجادلًا قويًا، ووفقًا لجميع الأقوال كان يتصرف بلباقة وفضيلة في الجدالات الفلسفية ومثّل «المزاج العقلاني» الذي دافع عنه.

## سيرة حياته
وُلد براند بلانشارد في 27 أغسطس 1892 في فريدريكسبورغ، أوهايو. كان والداه فرنسيس، قس في أبرشية، وإيميلي كولتر بلانشارد، كنديان التقيا في المدرسة الثانوية في ويستون، أونتاريو. كان بول بيتشير بلانشارد المفكر الحر ومحرر مجلة ذا نيشين سابقًا شقيقه التوأم. خلال زيارة إلى تورونتو في عام 1893، وقعت والدتهما إيميلي على السلالم بينما كانت تحمل مصباح كيروسين. وتوفيت جراء حروق في اليوم التالي. جلب السيد القس بلانشارد أبناءه إلى غراند رابيدز، ميشيغان، لينالوا رعاية الأم من قبل والدته، أورميندا آدامز بلانشارد، أرملة رجل الدين الميثودي شيم بلانشارد. تركهم فرانسيس لفترة وجيزة في رعايتها ليقوم بدوره كقس في كنيسة هيلينا، مونتانا. في عام 1899 انتقل الأربعة جنوبًا إلى إدنبره، أوهايو. مع تشخيصه بمرض السل، نُصح فرانسيس بالسعي وراء مناخ أكثر جفافًا في الغرب الأمريكي. في عام 1902، ودّع فرانسيس بلانشارد والدته وأبناءه. انتقلت العائلة نحو الشمال الغربي إلى بي فيو، ميشيغان، في حين انتقل فرانسيس لوحده إلى ألبيكوركي، نيو مكسيكو، حيث توفّي وحده في خيمة عام 1904.
ربّت السيدة أورميندا بلانشارد أحفادها بمعاش سنوي يقدّر بـ 250 دولار من الكنيسة الميثودية في حين كان الصبية يغسلون الصحون في مطعم. مع إدراكهم للحاجة إلى تعليم ملائم، انتقلت الأسرة إلى ديترويت عام 1908 ليتمكن الأولاد من التخرج من المدرسة الثانوية المركزية ذائعة الصيت. بعد فترة قصيرة كانا الأوائل في صفهما، وانضما إلى فريق المناظرة، وبات براند شاعر الصف. بعد عدة سنين، أعرب برتراند راسل عن دهشته بجودة شعر براند. تفوّق براند أيضًا في البيسبول.
في عام 1910، دخل الأخوين بلانشارد جامعة ميشيغان، التي كان قسطها السنوي 30 دولار فقط للمقيمين في الولاية. اكتشف براند الفلسفة خلال تخصصه في الكلاسيكيات. بعد 3 سنوات فقط في ميشيغان، نال منحة رودس للدراسة في جامعة ميرتون، أوكسفورد، حيث درس تحت إشراف هوراس دبليو. ب. جوزيف، الذي كان له تأثير كبير عليه، والتقى ف. إتش. برادلي وت. س. إليوت. مع اندلاع الحرب العالمية الأولى، قطع دراسته وانضم إلى الجيش البريطاني الذي أرسله إلى بومباي وأمهارة، حيث شهِد الفقر وأهوال الحرب بأم عينه. أرغمته حرب الغواصات الألمانية على العودة إلى الولايات المتحدة الأمريكية عبر اليابان. لمّ القدر شمل التوأمين بلانشارد في جامعة كولومبيا حيث كان بول يدرس فرعًا جديدًا من علم الاجتماع. شارك الإخوان في مشروع أداره معلّهما وصديقهما جون ديوي. في هذا المشروع، التقيا فرانسيس برادشو من جامعة سميث. نال براند الماجستير بعد دراسته تحت إشراف دبليو. ب. مونتاغ. ذهب من جامعة كولومبيا مباشرة إلى الجيش الأمريكي للخدمة في فرنسا. بمجرد تسريحه، عاد إلى اوكسفورد لإكمال بالبكالوريوس الخاص به (مع درجة الشرف) ونال بعدها الدكتوراه من جامعة هارفرد تحت إشراف كلارينس إيرفينغ لويس.
بعد مهمة تدريسية قصيرة في ميشيغان، درّس في جامعة سوارثمور منذ عام 1925 حتى عام 1944. وأمضى بقية مسيرته المهنية في جامعة ييل حتى تقاعده عام 1961. في ييل، شغَل منصب رئيس قسم الفلسفة لعدة أعوام. في عام 1952، ألقى محاضرات جيفورد في اسكتلندا. في عام 1955 انتُخب زميلًا فخريًا في جامعة ميرتون.
في عام 1918، تزوج بلانشارد من فرانسيس برادشو، التي ستصبح عميد النساء في جامعة سوارثمور. كانت وفاة فرانسيس عام 1966 ضربةً موجعة له. أتمّ كتابها فرانك أديلوت من سوارثمور الذي نُشر عام 1970. في عام 1969، وبعد ما كان قد وصفه بـ«الوحدة والصحة المتدهورة والحوافز الضعيفة» تزوج من روبيرتا يركس، ابنة زميله في جامعة ييل روبيرت م. يركس. توفّي براند بلانشارد في عام 1987 عن سن 95 في نيو هيفين، كونيكتيكت.

## وصلات خارجية
- Biography of Blanshard at the Everything Progressive website.